# 1. deild islandzka w piłce nożnej (1962)
Sezon 1962 był 51. sezonem o mistrzostwo Islandii. Drużyna KR nie obroniła tytułu mistrzowskiego, zdobył go natomiast zespół Fram, zdobywając trzynaście punktów w dziesięciu meczach i wygrywając mecz finałowy. Po sezonie spadł zajmujący ostatnie miejsce zespół ÍB Ísafjörður.

## Drużyny
Po sezonie 1961 z ligi spadł zespół ÍB Hafnarfjörður, z 2. deild awansowała natomiast drużyna ÍB Ísafjörður wobec czego do sezonu 1962 ponownie przystąpiło sześć zespołów.
| Uczestnicy poprzedniej edycji                                                                                 | Uczestnicy poprzedniej edycji | Uczestnicy poprzedniej edycji | Uczestnicy poprzedniej edycji |
| --- | ----------------------------- | ----------------------------- | ----------------------------- |
| KRE | KR                            | 1                             |                               |
| ÍA | Akraness                      | 2                             |                               |
| VAL | Valur                         | 3                             |                               |
| ÍBA | ÍBA Akureyri                  | 4                             |                               |
| FRA | Fram                          | 5                             |                               |
| Awans z 2. deild                                                                                              |                               |                               |                               |
| ÍBI | ÍB Ísafjörður                 | 1                             |                               |
| Oznaczenia: - kolumna pierwsza – skróty nazw drużyn, - kolumna trzecia – miejsce zajęte w poprzednim sezonie. |                               |                               |                               |

## Tabela
| Lp. | Drużyna           | M  | Z | R | P | Bramki | Bramki | Różn. | Pkt | Uwagi               |
| --- | ----------------- | -- | - | - | - | ------ | ------ | ----- | --- | ------------------- |
| 1   | Fram (M)          | 10 | 4 | 5 | 1 | 17     | 7      | +10   | 13  | baraż o mistrzostwo |
| 1   | Valur             | 10 | 5 | 3 | 2 | 17     | 8      | +9    | 13  | baraż o mistrzostwo |
| 3   | Akraness          | 10 | 4 | 4 | 2 | 22     | 16     | +6    | 12  |                     |
| 4   | KR                | 10 | 3 | 5 | 2 | 21     | 15     | +6    | 11  |                     |
| 5   | ÍBA Akureyri      | 10 | 4 | 2 | 4 | 21     | 18     | +3    | 10  |                     |
| 6   | ÍB Ísafjörður (S) | 10 | 0 | 1 | 9 | 2      | 36     | −34   | 1   | Spadek do 2. deild  |

## Wyniki
| Gospodarz \ Gość | ÍA  | FRA | ÍBA | ÍBI | KRE | VAL |
| Akraness         |     | 0:1 | 5:4 | 0:0 | 2:1 | 1:1 |
| Fram             | 0:0 |     | 2:0 | 2:0 | 1:1 | 1:1 |
| ÍBA Akureyri     | 1:3 | 2:2 |     | 5:1 | 1:1 | 1:0 |
| ÍB Ísafjörður    | 0:6 | 0:6 | 0:5 |     | 0:2 | 0:4 |
| KR               | 4:4 | 2:2 | 4:1 | 4:0 |     | 2:2 |
| Valur            | 4:1 | 1:0 | 0:1 | 2:1 | 2:0 |     |

Źródło: Knattspyrnusamband Íslands (isl.)
Objaśnienia:
1Drużyna gospodarzy jest wymieniona po lewej stronie tabeli.
Kolory: zielony – zwycięstwo gospodarzy, żółty – remis, różowy – zwycięstwo gości.

## Baraż o mistrzostwo
O mistrzostwie Islandii w sezonie 1962 zadecydował dodatkowy, bezpośredni mecz pomiędzy drużyną Fram i Valur. Mecz zwyciężył pierwszy zespół i zdobył kolejny tytuł mistrzowski rozgrywek piłkarskich na Islandii.
| 30 września 1962 | Fram | 1:0Raport | Valur | Laugardalsvöllur Widzów: 1811 |
|                  |      |           |       |                               |

## Najlepsi strzelcy
| Bramki | Strzelcy              | Drużyna      |
| ------ | --------------------- | ------------ |
| 11     | Ingvar Elísson        | Akraness     |
| 10     | Steingrímur Björnsson | ÍBA Akureyri |
| 8      | Gunnar Felixson       | KR           |
| 7      | Skúli Ágústsson       | ÍBA Akureyri |
| 6      | Grétar Sigurðsson     | Fram         |
| 6      | Þórður Jónsson        | Akraness     |
| 6      | Ellert B. Schram      | KR           |